# Miss Univers Grande-Bretagne
 (décembre 2024).
Miss Univers Royaume-Uni est un concours de beauté féminin réservé aux jeunes femmes du Royaume-Uni désireuses de représenter leur pays aux concours de Miss Univers. Il a été fondé en 1952.
Les jeunes femmes sont sélectionnées en Angleterre, en Écosse et au Pays de Galles.

## Les lauréates
| Année | Miss Univers Royaume-Uni | Région représentée         | 1re dauphine          | Région représentée | 2e dauphine                 | Région représentée                | 3e dauphine     | Région représentée | 4e dauphine        | Région représentée |
| ----- | ------------------------ | -------------------------- | --------------------- | ------------------ | --------------------------- | --------------------------------- | --------------- | ------------------ | ------------------ | ------------------ |
| 2025  | Danielle Latimer         | Barry                      | Luissa Burton         | Worcester          | Leigh Hutchinson            | Worcester                         |                 |                    |                    |                    |
| 2024  | Christina Chalk          | Dunblane                   | Eddison Emam          | Lancashire         | Evangelin Elchmanar         | Birmingham                        |                 |                    |                    |                    |
| 2023  | Jessica Page-Lennon      | Liverpool                  | Simren Vernon         | Farnham            | Kelsey Poulton              | Middlewich                        |                 |                    |                    |                    |
| 2022  | Noky Simbani             | Derby                      | Anglee Kumar          | Londres            | Paidamoyo Mangi             | Manchester                        |                 |                    |                    |                    |
| 2021  | Emma Collingridge        | Suffolk                    | Christina Chalk       | Stirling           | Amy Meisak                  | South Lanarkshire                 |                 |                    |                    |                    |
| 2020  | Jeanette Akua            | Londres                    | Sophie Moulds         | Ferndale           | Amy Meisak                  | Glasgow                           |                 |                    |                    |                    |
| 2019  | Emma Jenkins             | Llanelli                   | Erin Williams         | South Yorkshire    | Cara Frew                   | Écosse                            |                 |                    |                    |                    |
| 2018  | Dee-Ann Kentish-Rogers   | Birmingham                 | Simren Vernon         | Farnham            | Cara Frew                   | Londres                           |                 |                    |                    |                    |
| 2017  | Anna Burdzy              | Leicester                  | Saffron Corcoran      | Londres            | Victoria Turner             | Newcastle                         |                 |                    |                    |                    |
| 2016  | Jaime-Lee Faulkner       | Sheffield                  | Christina Chalk       | Écosse             | Samantha Hancock            | Cardiff                           |                 |                    |                    |                    |
| 2015  | Nena France              | Londres                    | Victoria Winterford   | Essex              | Kelly Rowland               | Carmarthenshire                   |                 |                    |                    |                    |
| 2014  | Grace Levy               | Londres                    | Sophie Loudon         | Glasgow            | Anna Burdzy                 | Leicester                         |                 |                    |                    |                    |
| 2013  | Amy Willerton            | Londres                    | Roxy Osborne          | Norfolk            | Maisie Lake                 | Norwich                           |                 |                    |                    |                    |
| 2012  | Holly Hale               | Lllanelli                  | Sandra Lees           | Coventry           | Margarita Nazarenko         | Londres                           |                 |                    |                    |                    |
| 2011  | Chloe-Beth Morgan        | Torfaen                    | Natasha Crook         | Londres            | Summer Ghanavati            | Cardiff                           |                 |                    |                    |                    |
| 2010  | Tara Hoyos-Martinez      | Londres                    | Lydia Yhnell          | Newport            | Alize Mounter               |                                   |                 |                    |                    |                    |
| 2009  | Clair Cooper             | Greater London             | Lydia Yhnell          | Newport            | Alize Mounter               |                                   |                 |                    |                    |                    |
| 2008  | Lisa Lazarus             | Llanelli                   | Holly Ann Hill        | Brighton           | Jamie Lee Williams          |                                   |                 |                    |                    |                    |
| 2006  | Julie Doherty            | Angleterre                 | Anastia McCarkin      | Jersey             | Laura Quinton               | National Capital                  | Susan Anermaly  | Irlande du Nord    | Ann Marie Castile  | Écosse             |
| 2005  | Brooke Johnston          | National Capital           | Ambuyah Ebanks        | Îles Caïmans       | Lucy Avril Evangelista      | Irlande du Nord                   | Samantha Carlin | Écosse             | Ana Joseph         | Angleterre         |
| 2000  | Louise Lakin             | Federal City of Manchester | Susie Anndam          | National Capital   | Anna Harlder                | Angleterre                        |                 |                    |                    |                    |
| 1999  | Cherie Pisani            | Écosse                     | Rafaela Van Anderwits | Shetland           | Sandra Theodro              | National Capital                  |                 |                    |                    |                    |
| 1998  | Leilani Anne Dowding     | Shetland                   | Linda McCarperkin     | Irlande du Nord    | Alana Marison               | Angleterre                        |                 |                    |                    |                    |
| 1996  | Anita Saint Rose         | National Capital           | Wanda Timothy         | Bermuda            | Mary Peters                 | Îles Vierges                      |                 |                    |                    |                    |
| 1995  | Sarah Jane Southwick     | National Capital           | Julisa Saint Mary     | Angleterre         | Ana Lucia Reyes Rodriguez   | Gibraltar                         |                 |                    |                    |                    |
| 1994  | Michaela Pyke            | Pays de Galles             | Anajulie Winters      | Angleterre         | Cindy Ferrel                | National Capital                  |                 |                    |                    |                    |
| 1993  | Kathryn Middleton        | Angleterre                 | Heidi Jones           | Pays de Galles     | Katieliana Willias Fahastra | Territoire de l'océan Indien      |                 |                    |                    |                    |
| 1992  | Tiffany Stanford         | Angleterre                 | Aileen Wilernes       | Écosse             | Melisaa Jones               | Irlande du Nord                   |                 |                    |                    |                    |
| 1991  | Helen Upton              | Angleterre                 | Simone Whiterstone    | National Capital   | Gerona Quinkos              | Shetland                          |                 |                    |                    |                    |
| 1952  | Aileen Chase             | National Capital           | Sarah Fetherstone     | Manchester         | Ana Marie Candom            | Fédération des Indes occidentales | Kimberly Adams  | Liverpool          | Cindy Ann Covigton | York               |